# Ha Szokcsin
Ha Szokcsin (hangul: 하석진, handzsa: 河錫辰, RR: Ha Seok-jin; 1982. március 5.–) dél-koreai színész és énekes, leginkább a Drinking Solo és az 1% of Anything című sorozatokból ismert.

## Filmográfia

### Televíziós sorozatok
| Év   | Cím                            | Szerep         | csatorna |
| ---- | ------------------------------ | -------------- | -------- |
| 2005 | Sad Love Story                 |                | MBC      |
| 2005 | Princess Lulu                  | Seok-jin       | SBS      |
| 2006 | Dr. Kkang                      | Kim Jin-kyu    | MBC      |
| 2006 | Korea Secret Agency            |                | MBC      |
| 2007 | If in Love... Like Them        | Kang-deo       | SBS/Mnet |
| 2007 | Hello! Miss                    | Hwang Chan-min | KBS2     |
| 2007 | Drama City                     | Park Jung-woo  | KBS2     |
| 2008 | I am Happy                     | Kang-seok      | SBS      |
| 2009 | What's for Dinner?             | Kim Yoon-soo   | MBC      |
| 2010 | The Great Merchant             | Kang Yoo-ji    | KBS1     |
| 2010 | Once Upon a Time in Saengchori | Jo Min-sung    | tvN      |
| 2011 | Can't Lose                     | Lee Tae-young  | MBC      |
| 2011 | If Tomorrow Comes              | Lee Young-gyun | SBS      |
| 2012 | Standby                        | Ha Seok-jin    | MBC      |
| 2012 | Childless Comfort              | Ahn Sung-ki    | jTBC     |
| 2013 | Shark                          | Oh Joon-young  | KBS2     |
| 2013 | Thrice Married Woman           | Kim Jun-goo    | SBS      |
| 2014 | Legendary Witches              | Nam Woo-suk    | MBC      |
| 2015 | D-Day                          | Han Woo-jin    | jTBC     |
| 2016 | Iron Lady                      | Park-ryeok     | tvN      |
| 2016 | Drinking Solo                  | Jin Jung-suk   | tvN      |
| 2016 | 1% of Anything                 | Lee Jae-in     | DramaX   |
| 2017 | Radiant Office                 | Seo Woo-jin    | MBC      |

### Filmek
| Év   | Cím                  | szerep       |
| ---- | -------------------- | ------------ |
| 2006 | See You After School | Kang Jae-koo |
| 2006 | Sexy Teacher         | Kim Tae-yo   |
| 2007 | Unstoppable Marriage | Wang Ki-baek |
| 2008 | Summer Whispers      | Yoon-soo     |
| 2016 | Like for Likes       | Kang Min-ho  |